# Fakir Baykurt

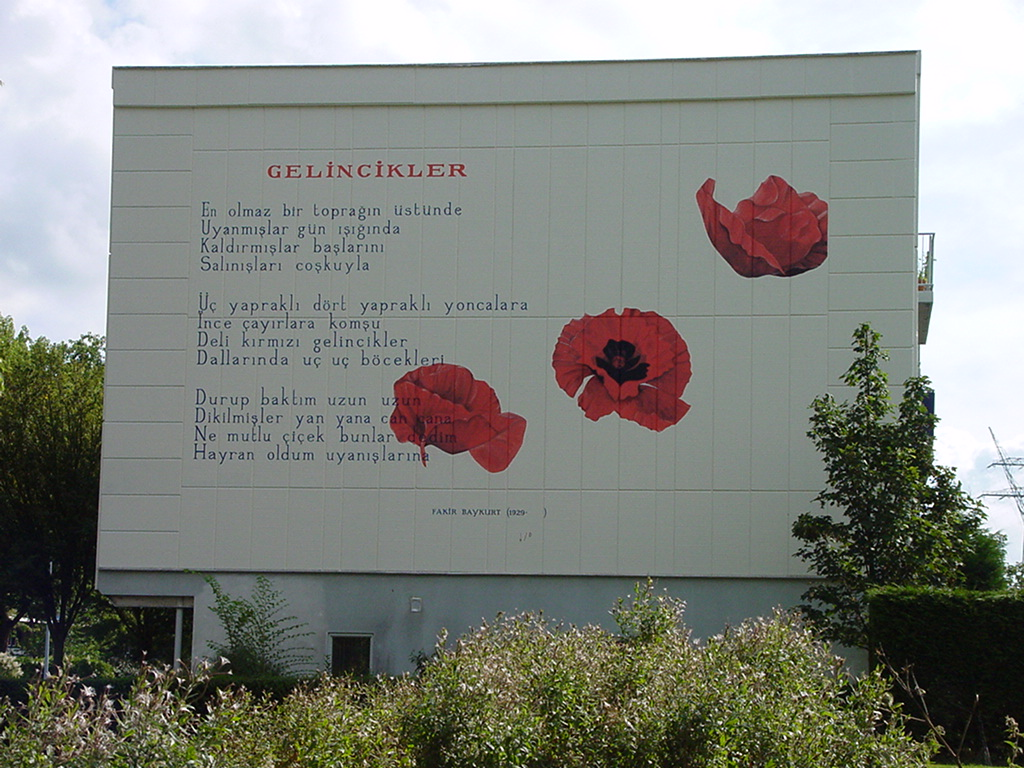
Mauergedicht von Baykurt in Leiden

Fakir Baykurt (* 15. Juni 1929 in Akçaköy, Türkei; † 11. Oktober 1999 in Essen) war ein türkischer Lehrer und Schriftsteller.

## Leben
Baykurt besuchte ein reformpädagogisches Dorfinstitut, an dem er im Jahr 1948 einen Abschluss machte. Seine Erfahrungen mit dieser Einrichtung, die versuchte, fortschrittliche pädagogische Ansätze in der bislang vernachlässigten Provinz einzuführen, prägten ihn nachhaltig. Er beschloss, selbst Lehrer zu werden und studierte bis 1955 in Ankara. Danach ging er für ein Jahr an die US-amerikanische  Indiana University Bloomington in Bloomington (Indiana).
Nach seinem Lehramtsstudium arbeitete er an Schulen in Sivas, Hafik und Şavşat. 1961 wurde er zum Vorsitzenden des Lehrervereins TÖDMF gewählt, ab 1965 stand er der neu gegründeten Gewerkschaft TÖS vor. 1971 wurde er wegen seines Engagements verhaftet, aber von einem Militärgericht freigesprochen. Er wurde Herausgeber beim Verlag der Orta Doğu Teknik Üniversitesi (Technische Universität des Mittleren Osten) in Ankara. 1978 war er kurzzeitig Berater beim türkischen Kultusministerium. 1979 siedelte er nach Duisburg um, wo er als Lehrer und Schriftsteller arbeitete. Hüseyin Cölgecen, Verleger des Ortadogu Verlages in Oberhausen war der Herausgeber mehrerer bedeutender Werke von ihm.  Am 11. Oktober 1999 starb Fakir Baykurt in Essen an Krebs.

## Wirken
Im Jahr 1946, noch während seiner Dorfzeit, begann Baykurt zu schreiben. Seine Hauptwerke waren Erzählungen und Romane. Er gilt neben Yaşar Kemal als Hauptvertreter der sozialkritischen Dörfler-Richtung – das Dorfleben steht im Mittelpunkt seiner realistischen und folkloristischen Erzählungen. Seit er in Deutschland lebte, befasste er sich vor allem mit dem Alltag türkischer Arbeitsmigranten.

## Auszeichnungen

### Zu Lebzeiten
- 1958: Yunus Nadi Roman Preis
- 1974: Sait-Faik-Literaturpreis
- 1977: Orhan-Kemal-Literaturpreis
- 1984: Kinderliteraturpreis des Berliner Senats
- 1985: Literaturpreis des Bundesverbandes der Deutschen Industrie
- 1997: Sedat-Simavi-Preis für Literatur

### Postum
Seit 2014 vergibt die Stadt Duisburg alle zwei Jahre den Fakir Baykurt Kulturpreis für herausragende kulturelle Leistungen im Bereich des interkulturellen Dialoges an Duisburger Kulturschaffende aller Nationen, die sich um die positive Gestaltung des Miteinanders der Nationen verdient gemacht haben.

## Werke (Auswahl)

### Belletristik
- Halbes Brot. Roman („Yarım Ekmek“). Dialog-Edition, Duisburg 2011, ISBN 978-3-9812594-3-8.
- Das Epos von Kara Ahmet. Roman („Kara Ahmet Destanı“). Ararat-Verlag, Berlin 1985, ISBN 3-921889-07-3.
- Die Friedenstorte („Barış Çöreği“). Ortadoğu-Verlag, Oberhausen 1994, ISBN 3-921889-55-3 (dt.-türk.)
- Die Jahre mit meiner Mutter. Erinnerungen („Anamla Yıllar“). Verlag Anadolu, Hückelhoven 1997, ISBN 3-86121-063-0.
- Mutter Irazca und ihre Kinder. Roman („Irazca'nın Dirliği“). Ararat-Verlag, Berlin 1984, ISBN 3-921889-06-5.
- Nachtschicht und andere Erzählungen aus Deutschland („Gece Vardiyası“). Unions-Verlag, Zürich 1984, ISBN 3-293-00062-2.
- Die Rache der Schlangen. Roman („Yılanların Öcü“). Ararat-Verlag, Berlin 1981, ISBN 3-921889-05-7.
- Türkische Gärten im Pott. Erzählungen („Ruhr Havzası'nda Türk Bahçeleri“). Verlag Anadolu, Hückelhoven 1997, ISBN 3-861210-64-9.
- Vater Rhein. Roman(„Koca Ren“). Dialog-Edition, Duisburg-Istanbul 2022, ISBN 978-3-945634-64-6.
- Hochöfen. Roman („Yüksek Fırınlar“). Dialog-Edition, Duisburg-Istanbul 2022, ISBN 978-3-945634-67-7

### Sachbücher
- Dorfinstitute in der Türkei („Türkiye'de Köy Enstitüleri“). Ortadoğu-Verlag, Oberhausen 1994, ISBN 3-861210-67-3.